# Clypeoceriospora rubi
Clypeoceriospora rubi är en svampart som beskrevs av Sousa da Câmara 1946. Clypeoceriospora rubi ingår i släktet Clypeoceriospora, divisionen sporsäcksvampar och riket svampar.   Inga underarter finns listade i Catalogue of Life.